# Woodstock Mozart Festival
Il Woodstock Mozart Festival era un festival musicale estivo a Woodstock, Illinois, che presentava concerti di musica classica, principalmente musica di Mozart, della Woodstock Mozart Festival Orchestra e di artisti ospiti.

## Storia
Il Woodstock Mozart Festival ha avuto origine nel 1987 come parte di un festival estivo presso la Woodstock Opera House dal titolo "Woodfest". Ulteriori esibizioni erano previste per l'anno successivo e il festival di 3 settimane ha continuato a tenersi ogni anno fino al 2015. Artisti ospiti riconosciuti a livello internazionale sono stati un pilastro del festival sin dall'inizio.
Il direttore d'orchestra e direttore artistico originale del festival fu Charles Bornstein. Dal 1983 i direttori ospiti sono stati parte integrante della struttura del festival. Le esibizioni includevano anche una serie di musica da camera e concerti nel gazebo della Woodstock Square (come parte del concerto della città di Woodstock nella serie dei parchi).
John von Rhein, critico di musica classica per il Chicago Tribune, scrisse: "Il Woodstock Mozart Festival è stato a lungo un mezzo per gli appassionati di musica classica locali per catturare giovani musicisti emergenti e artisti affermati che raramente riescono a sfondare i sacri recinti del centro di Chicago".
Nel 1995, l'Orchestra del Festival è stata nominata "Chamber Orchestra of the Year" dall'Illinois Council of Orchestras.

## Obiettivi
L'obiettivo del Festival è quello di mantenere un'orchestra superba che offra spettacoli straordinari, incentrati su Mozart, che ispirino ed educhino il pubblico di tutte le età.
Il festival di Woodstock è il più famoso e discusso del suo genere nella storia della musica. Si tenne al Betel, New York, al culmine dell'era hippie e della cultura di protesta prevalente. Gli organizzatori si aspettavano fino a 25.000 spettatori, ma la portata del festival crebbe a dismisura e durante i tre giorni del festival mezzo milione di persone ha potuto sperimentare artisti come Joan Baez, Jimi Hendrix, Creedence Clearwater Revival e Ravi Shankar. Il festival divenne successivamente un modello per i successivi festival rock.

## Personale dell'Orchestra
L'orchestra era composta da musicisti provenienti da Chicago, Milwaukee e New York, oltre che dall'Europa.

## Ultima stagione
Il sito web del Woodstock Mozart Festival afferma che il 2015 è stata la sua ultima stagione:
"È con grande rammarico che annunciamo che il Woodstock Mozart Festival si chiuderà dopo la scorsa stagione 2015, la nostra 29a. Tutti noi legati al Festival, musicisti, membri del Consiglio, Direttore Artistico e Generale, estendiamo il nostro profondo apprezzamento a tutti coloro che hanno partecipato a concerti e contribuito a rendere il Festival un tale valore per la comunità di Woodstock e non solo. Ci mancherà esibirci per voi…”